# Степенная функция
Степенна́я фу́нкция — функция {\displaystyle y=x^{a}}, где {\displaystyle a} (показатель степени) — некоторое вещественное число. К степенным часто относят и функцию вида {\displaystyle y=kx^{a}}, где {\displaystyle k} — некоторый (ненулевой) коэффициент. Существует также комплексное обобщение степенной функции.
Степенная функция является частным случаем многочлена. На практике показатель степени почти всегда является целым или рациональным числом.

## Вещественная функция

### Область определения
Для целых положительных показателей {\displaystyle a} степенную функцию можно рассматривать на всей числовой прямой, тогда как для целых отрицательных {\displaystyle a} функция не определена в нуле (нуль является её особой точкой).
Для не целого показателя {\displaystyle a} степенная функция {\displaystyle x^{a}} определена только при {\displaystyle x>0.} Если {\displaystyle a>0,} то функция определена и в нуле.

### Целочисленный показатель степени
Графики степенной функции {\displaystyle y=x^{n}} при целочисленном показателе {\displaystyle n}:

Параболы порядка n: {\displaystyle n=0}  {\displaystyle n=1}  {\displaystyle n=2}  {\displaystyle n=3}  {\displaystyle n=4}  {\displaystyle n=5}
Гиперболы порядка n: {\displaystyle n=-1}  {\displaystyle n=-2}  {\displaystyle n=-3}

При нечётном {\displaystyle n} графики центрально-симметричны относительно начала координат, в котором имеет точку перегиба. При чётном {\displaystyle n} степенная функция чётна: {\displaystyle (-x)^{n}=x^{n},} её график симметричен относительно оси ординат.
Графики степенной функции при натуральном показателе {\displaystyle n>1} называются параболами порядка {\displaystyle n}. При чётном {\displaystyle n} функция всюду неотрицательна (см. графики). При {\displaystyle n=1} получается функция {\displaystyle y=kx}, называемая линейной функцией или прямой пропорциональной зависимостью.
Графики функций вида {\displaystyle y=x^{-n}={\frac {1}{x^{n}}}}, где {\displaystyle n} — натуральное число, называются гиперболами порядка {\displaystyle n}. При нечётном {\displaystyle n} оси координат являются асимптотами гипербол. При чётном {\displaystyle n} асимптотами являются ось абсцисс и положительное направление оси ординат (см. графики). При показателе {\displaystyle -1} получается функция {\displaystyle y={\frac {k}{x}}}, называемая обратной пропорциональной зависимостью.
При {\displaystyle a=0} функция вырождается в константу: {\displaystyle y=1.}

### Рациональный показатель степени

Графики степенных функций с рациональным показателем
Полукубические параболы {\displaystyle y=ax^{3/2}}

Возведение в рациональную степень {\displaystyle p/q} определяется формулой:
{\displaystyle x^{p/q}={\sqrt[{q}]{x^{p}}}.}
Если {\displaystyle p=1}, то функция представляет собой арифметический корень степени {\displaystyle q}:
{\displaystyle y=x^{1/q}={\sqrt[{q}]{x}}.}
Пример: из третьего закона Кеплера непосредственно вытекает, что период {\displaystyle T} обращения планеты вокруг Солнца связан с большой полуосью {\displaystyle A} её орбиты соотношением: {\displaystyle T=kA^{3/2}} (полукубическая парабола).

### Свойства

#### Монотонность
В интервале {\displaystyle (0,\infty )} функция монотонно возрастает при {\displaystyle a>0} и монотонно убывает при {\displaystyle a<0.} Значения функции в этом интервале положительны.

#### Аналитические свойства
Функция непрерывна и неограниченно дифференцируема во всех точках, в окрестности которых она определена.
Производная функции: {\displaystyle \left(x^{a}\right)^{\prime }=ax^{a-1}}.
Ноль, вообще говоря, является особой точкой. Так, если {\displaystyle a<n}, то {\displaystyle n}-я производная в нуле не определена. Например, функция {\displaystyle y={\sqrt {x}}=x^{1/2}} определена в нуле и в его правой окрестности, но её производная {\displaystyle y={\frac {1}{2{\sqrt {x}}}}} в нуле не определена.
Неопределённый интеграл:
- Если {\displaystyle a\neq -1}, то {\displaystyle \int x^{a}dx={\frac {x^{a+1}}{a+1}}+C}
- При {\displaystyle a=-1} получаем: {\displaystyle \int {\frac {1}{x}}dx=\ln |x|+C}

## Таблица значений малых степеней
| n  | n2  | n3   | n4     | n5      | n6        | n7         | n8          | n9            | n10            |
| -- | --- | ---- | ------ | ------- | --------- | ---------- | ----------- | ------------- | -------------- |
| 2  | 4   | 8    | 16     | 32      | 64        | 128        | 256         | 512           | 1024           |
| 3  | 9   | 27   | 81     | 243     | 729       | 2187       | 6561        | 19 683        | 59 049         |
| 4  | 16  | 64   | 256    | 1024    | 4096      | 16 384     | 65 536      | 262 144       | 1 048 576      |
| 5  | 25  | 125  | 625    | 3125    | 15 625    | 78 125     | 390 625     | 1 953 125     | 9 765 625      |
| 6  | 36  | 216  | 1296   | 7776    | 46 656    | 279 936    | 1 679 616   | 10 077 696    | 60 466 176     |
| 7  | 49  | 343  | 2401   | 16 807  | 117 649   | 823 543    | 5 764 801   | 40 353 607    | 282 475 249    |
| 8  | 64  | 512  | 4096   | 32 768  | 262 144   | 2 097 152  | 16 777 216  | 134 217 728   | 1 073 741 824  |
| 9  | 81  | 729  | 6561   | 59 049  | 531 441   | 4 782 969  | 43 046 721  | 387 420 489   | 3 486 784 401  |
| 10 | 100 | 1000 | 10 000 | 100 000 | 1 000 000 | 10 000 000 | 100 000 000 | 1 000 000 000 | 10 000 000 000 |

## Комплексная функция
Степенная функция комплексного переменного {\displaystyle z} в общем виде определяется формулой:
{\displaystyle y=z^{c}=e^{c\cdot \operatorname {Ln} z}.}
Здесь показатель степени {\displaystyle c} — некоторое комплексное число. Значение функции, соответствующее главному значению логарифма, называется главным значением степени. Например, значение {\displaystyle i^{i}} равно {\displaystyle e^{-(4k+1){\frac {\pi }{2}}},} где {\displaystyle k} — произвольное целое, а его главное значение есть {\displaystyle e^{i\ln i}=e^{-{\frac {\pi }{2}}}.}
Комплексная степенная функция обладает значительными отличиями от своего вещественного аналога. В силу многозначности комплексного логарифма она, вообще говоря, также имеет бесконечно много значений. Однако два практически важных случая рассматриваются отдельно.
1. При натуральном показателе степени функция {\displaystyle y=z^{n}} однозначна и n-листна[8].
2. Если показатель степени — положительное рациональное число, то есть (несократимая) дробь {\displaystyle {\frac {p}{q}}}, то у функции будет {\displaystyle q} различных значений[7].